# Naturalism (konst)

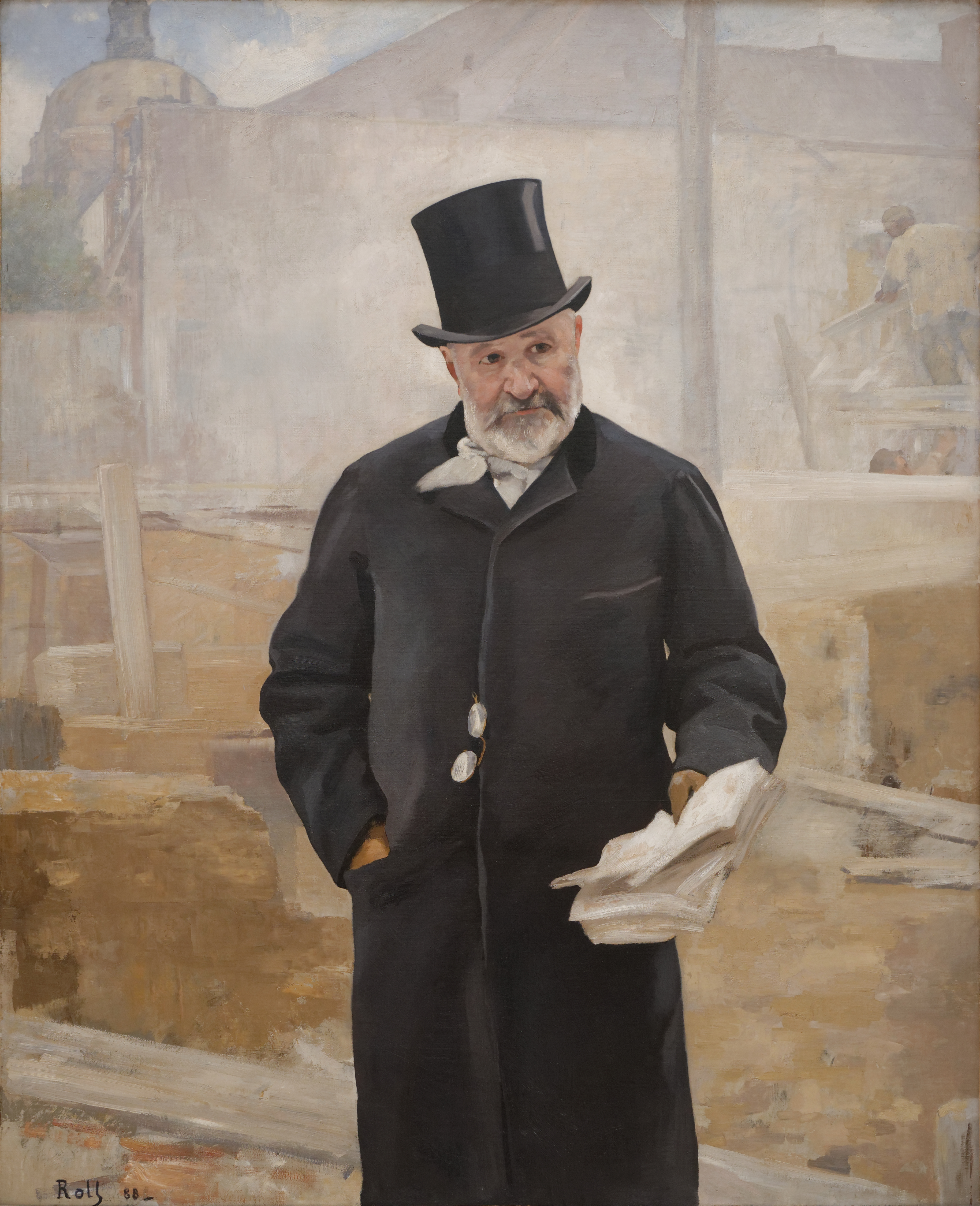
Oljemålning på duk från 1888 av den franske konstnären Alfred-Philippe Roll. Porträttet föreställer Adolphe Alphand, en fransk ingenjör som samarbetade med Georges-Eugène Haussmann i upprustningen av Paris. Roll förespråkade naturalismen och brukar betraktas som en av dess företrädare.

Naturalism är en konstvetenskaplig term som är nära förknippad med termen realism.
Naturalistiska konstnärer som verkar inom realismen och naturalismen försöker skildra den verklighet som de upplever omkring sig. Detta har ofta gjorts genom att skildra miljön så exakt och utförligt som möjligt. Skillnaden mellan dessa två ismer är framför allt att aktörerna inom naturalismen tar kraven på vetenskaplighet och empirism ännu starkare än inom realismen. Det naturalistiska verket är därmed ofta något av ett vetenskapligt experiment där en hypotes testas. Därför är det vanligt att skildringen av miljön är mycket detaljerad för att ge experimentet legitimitet.
Den realistiska rörelsen på 1800-talet förespråkade naturalismen som en reaktion mot den stiliserade och idealiserade bilden skapad under romantiken, men många konstnärer har anammat ett liknande empiristiskt och realistiskt förhållningssätt genom århundradena.